# Liste des chapitres de Death Note
Pour un article plus général, voir Death Note.
Les chapitres du manga Death Note ont été écrits par Tsugumi Ōba et dessinés par Takeshi Obata. La série est centrée sur Light Yagami, un lycéen qui découvre un carnet aux pouvoirs surnaturels, le « Death Note ». Ancienne propriété d’un dieu de la mort, le Death Note permet à son utilisateur de tuer toute personne dont il connaît le nom et le visage. Le scénario suit les efforts de Light pour créer un monde utopique débarrassé du mal grâce au Death Note, ainsi que les conflits entre lui et ses opposants.
La série comporte cent huit chapitres, prépubliés dans le Weekly Shōnen Jump de décembre 2003 à mai 2006, et par la suite compilés en douze tankōbon publiés de avril 2004 à octobre 2006 par Shūeisha. 
Le manga est publié en France par Kana entre janvier 2007 et octobre 2008 . Une édition double nommée « Black Edition » est également éditée par Kana, chaque volume comprenant deux tomes de l'ancienne édition dans un format plus grand (140 mm × 213 mm), avec des pages couleurs inédites et de nouvelles couvertures.
Un guide, intitulé Death Note 13: How to Read, a été publié le 13 octobre 2006 au Japon et le 18 septembre 2009 en France. Il contient de nombreuses informations comme les portraits des personnages, des interviews des créateurs et le pilote de la série.

## Liste des tomes
| no | Japonais         | Japonais      | Français          | Français      |
| no | Date de sortie   | ISBN          | Date de sortie    | ISBN          |
| --- | ---------------- | ------------- | ----------------- | ------------- |
| 1 | 2 avril 2004     | 4-08-873621-4 | 19 janvier 2007   | 9782505000327 |
| Titre du volume : Ennui (退屈, Taikutsu)Liste des chapitres : - Chapitre 1 : Ennui (退屈, Taikutsu) - Chapitre 2 : L (Ｌ, Eru) - Chapitre 3 : Enfants (家族, Kazoku) - Chapitre 4 : Courant électrique (電流, Denryū) - Chapitre 5 : Globe oculaire (眼球, Gankyū) - Chapitre 6 : Manipulation (操作, Sōsa) - Chapitre 7 : Cible (標的, Hyōteki) |                  |               |                   |               |
| 2 | 2 juillet 2004   | 4-08-873631-1 | 2 février 2007    | 9782505000426 |
| Titre du volume : Rassemblement (合流, Gōryū)Liste des chapitres : - Chapitre 8 : Femme (女, Onna) - Chapitre 9 : Trou (穴, Ana) - Chapitre 10 : Rassemblement (合流, Gōryū) - Chapitre 11 : Un (一, Hitotsu) - Chapitre 12 : Dieu (神, Kami) - Chapitre 13 : Attente (秒読, Byōyomi) - Chapitre 14 : Tentation (誘惑, Yūwaku) - Chapitre 15 : Téléphone (電話, Denwa) - Chapitre 16 : À la verticale (逆立, Sakadachi)                                                          |                  |               |                   |               |
| 3 | 3 septembre 2004 | 4-08-873652-4 | 6 avril 2007      | 9782505000792 |
| Titre du volume : Course effrénée (激走, Gekisō)Liste des chapitres : - Chapitre 17 : Poubelles (芥, Gomi) - Chapitre 18 : Regards (視線, Shisen) - Chapitre 19 : Humiliation (屈辱, Kutsujoku) - Chapitre 20 : Initiative (先手, Sente) - Chapitre 21 : Intentions cachées (裏腹, Urahara) - Chapitre 22 : Malheur (不幸, Fukō) - Chapitre 23 : Course effrénée (激走, Gekisō) - Chapitre 24 : Renaissance (盾, Tate) - Chapitre 25 : Imbécile (馬鹿, Baka)                     |                  |               |                   |               |
| 4 | 11 novembre 2004 | 4-08-873671-0 | 1er juin 2007     | 9782505001065 |
| Titre du volume : Flamme amoureuse (恋心, Koigokoro)Liste des chapitres : - Chapitre 26 : Renversement (転倒, Tentō) - Chapitre 27 : Flamme amoureuse (恋心, Koigokoro) - Chapitre 28 : Jugement (判定, Hantei) - Chapitre 29 : Arme (武器, Buki) - Chapitre 30 : Bombe (爆弾, Bakudan) - Chapitre 31 : Facile (簡単, Kantan) - Chapitre 32 : Pari (賭, Kake) - Chapitre 33 : Déplacement (移動, Idō) - Chapitre 34 : Le grand saut (投身, Tōshin)                               |                  |               |                   |               |
| 5 | 4 février 2005   | 4-08-873774-1 | 24 août 2007      | 9782505001614 |
| Titre du volume : Page blanche (白紙, Hakushi)Liste des chapitres : - Chapitre 35 : Page blanche (白紙, Hakushi) - Chapitre 36 : Père et fils (親子, Oyako) - Chapitre 37 : 8 personnes (八人, Hachinin) - Chapitre 38 : Atteinte (打撃, Dageki) - Chapitre 39 : Séparation (離別, Ribetsu) - Chapitre 40 : Partenaires (仲間, Nakama) - Chapitre 41 : Matsuda (松田, Matsuda) - Chapitre 42 : Paradis (天国, Tengoku) - Chapitre 43 : Noir (黒, Kuro)                           |                  |               |                   |               |
| 6 | 4 avril 2005     | 4-08-873795-4 | 5 octobre 2007    | 9782505001812 |
| Titre du volume : Échange (交換, Kōkan)Liste des chapitres : - Chapitre 44 : Successeur (後継, Atotsugi) - Chapitre 45 : Folie (無茶, Mucha) - Chapitre 46 : Inadapté (不向, Fumuki) - Chapitre 47 : Précipitation (先走, Sakibashiri) - Chapitre 48 : Échange (交換, Kōkan) - Chapitre 49 : Plante (植木, Ueki) - Chapitre 50 : Yotsuba (四葉, Yotsuba) - Chapitre 51 : Erreur (誤認, Gonin) - Chapitre 52 : In extremis (寸止, Sundome)                                        |                  |               |                   |               |
| 7 | 4 juillet 2005   | 4-08-873830-6 | 7 décembre 2007   | 9782505001997 |
| Titre du volume : Zéro (零, Zero)Liste des chapitres : - Chapitre 53 : Cri (悲鳴, Himei) - Chapitre 54 : À l'intérieur (中, Naka) - Chapitre 55 : Création (創造, Sōzō) - Chapitre 56 : Étreinte (抱擁, Hōyō) - Chapitre 57 : Deux choix (二択, Nitaku) - Chapitre 58 : Sentiments (胸中, Kyōchū) - Chapitre 59 : Zéro (零, Zero) - Chapitre 60 : Enlèvement (誘拐, Yūkai) - Chapitre 61 : Deuxième (二番, Niban)                                                                |                  |               |                   |               |
| 8 | 2 septembre 2005 | 4-08-873852-7 | 15 février 2008   | 9782505002697 |
| Titre du volume : Cible (的, Mato)Liste des chapitres : - Chapitre 62 : Décision (決断, Ketsudan) - Chapitre 63 : Cible (的, Mato) - Chapitre 64 : Angle droit (直角, Chokkaku) - Chapitre 65 : Responsabilité (責任, Sekinin) - Chapitre 66 : Mort (死亡, Shibō) - Chapitre 67 : Bouton (釦, Botan) - Chapitre 68 : Découverte (発見, Hakken) - Chapitre 69 : Vol (飛翔, Hishō) - Chapitre 70 : Frisson (身震, Miburui)                                                         |                  |               |                   |               |
| 9 | 2 décembre 2005  | 4-08-873887-X | 11 avril 2008     | 9782505002970 |
| Titre du volume : Contact (接触, Sesshoku)Liste des chapitres : - Chapitre 71 : Contact (接触, Sesshoku) - Chapitre 72 : Vérification (確認, Kakunin) - Chapitre 73 : Le tout pour le tout (背水, Haisui) - Chapitre 74 : Un jeu inspiré (熱演, Netsuen) - Chapitre 75 : Reconnaissance (認知, Ninchi) - Chapitre 76 : Salutations (挨拶, Aisatsu) - Chapitre 77 : Utilisation (利用, Riyō) - Chapitre 78 : Prédiction (予測, Yosoku) - Chapitre 79 : Mensonge (白々, Shirajira) |                  |               |                   |               |
| 10 | 3 février 2006   | 4-08-874018-1 | 6 juin 2008       | 9782505003038 |
| Titre du volume : Élimination (削除, Sakujo)Liste des chapitres : - Chapitre 80 : Nettoyage (掃除, Sōji) - Chapitre 81 : Avertissement (通告, Tsūkoku) - Chapitre 82 : En personne (自分, Jibun) - Chapitre 83 : Élimination (削除, Sakujo) - Chapitre 84 : Coïncidence (偶然, Gūzen) - Chapitre 85 : Élection (当選, Tōsen) - Chapitre 86 : Japon (日本, Nihon) - Chapitre 87 : Demain (明日, Ashita) - Chapitre 88 : Conversation (会話, Kaiwa)                                |                  |               |                   |               |
| 11 | 2 mai 2006       | 4-08-874041-6 | 4 juillet 2008    | 9782505003694 |
| Titre du volume : Âmes sœurs (同心, Dōshin)Liste des chapitres : - Chapitre 89 : Âmes sœurs (同心, Dōshin) - Chapitre 90 : Annonce (予告, Yokoku) - Chapitre 91 : Arrêt (停止, Teishi) - Chapitre 92 : Nuit (夜, Yoru) - Chapitre 93 : Décision (決定, Kettei) - Chapitre 94 : Dehors (外, Soto) - Chapitre 95 : Convaincu (納得, Nattoku) - Chapitre 96 : Par ailleurs (一方, Ippō) - Chapitre 97 : De tout (色々, Iroiro) - Chapitre 98 : Tout le monde (全員, Zen'in)         |                  |               |                   |               |
| 12 | 4 juillet 2006   | 4-08-874131-5 | 3 octobre 2008    | 9782505004295 |
| Titre du volume : Fin (完, Kan)Liste des chapitres : - Chapitre 99 : Deux (二人, Futari) - Chapitre 100 : Face-à-face (対面, Taimen) - Chapitre 101 : Incitation (誘導, Yūdō) - Chapitre 102 : Patience (我慢, Gaman) - Chapitre 103 : Déclaration (宣言, Sengen) - Chapitre 104 : Réponse (答, Kotae) - Chapitre 105 : Impossible (無理, Muri) - Chapitre 106 : Désir meurtrier (殺意, Satsui) - Chapitre 107 : Rideau (幕, Maku) - Chapitre 108 : Fin (完, Kan)                |                  |               |                   |               |
| 13 | 13 octobre 2006  | 4-08-874095-5 | 18 septembre 2009 | 9782505004523 |
| Titre du volume : How to Read |                  |               |                   |               |

### Shueisha BOOKS
1. 1 2  Tome 1
2. 1 2  Tome 2
3. 1 2  Tome 3
4. 1 2  Tome 4
5. 1 2  Tome 5
6. 1 2  Tome 6
7. 1 2  Tome 7
8. 1 2  Tome 8
9. 1 2  Tome 9
10. 1 2  Tome 10
11. 1 2  Tome 11
12. 1 2  Tome 12
13. 1 2  Tome 13

### Manga Kana
1. 1 2  Tome 1
2. 1 2  Tome 2
3. 1 2  Tome 3
4. 1 2  Tome 4
5. 1 2  Tome 5
6. 1 2  Tome 6
7. 1 2  Tome 7
8. 1 2  Tome 8
9. 1 2  Tome 9
10. 1 2  Tome 10
11. 1 2  Tome 11
12. 1 2  Tome 12
13. 1 2  Tome 13